# Lago di Steinhude
Il lago di Steinhude (in tedesco Steinhuder Meer) è un lago della Germania (il nono di tutto il Paese per superficie), nello Stato della Bassa Sassonia.

## Posizione e dimensioni
Il lago si trova compreso nei confini della città di Wunstorf, ma con la sua sponda occidentale confina con la città di Neustadt am Rübenberge. Altre città nelle vicinanze sono Hannover, Rehburg-Loccum e Stadthagen, oltre a Mardorf, Grossenheidorn, Steinhude. Dal castello di Hagenburg inoltre si trova un canale della lunghezza di 1,5 km che conduce al lago.
Le dimensioni del lago sono di circa 29,1 km quadrati (livelli d'acqua fluttuanti), la lunghezza è di 8 km e la larghezza è di 4,5 km. La sua formazione risale all'ultima era glaciale, e precisamente alla glaciazione weichseliana, circa 14.000 anni fa in uno spazio di terra scavata che originariamente era di tre volte più grande. Il lago ha una profondità media di 1,35 m ma nella parte centrale vi è una zona ove la profondità si spinge a 2,9 m. Questi sbalzi più profondi sono chiamati localmente "Deipen" (profondità).
Studi geologici negli anni sessanta hanno rivelato che sotto il fondo del lago si trovano dei sedimenti del periodo dell'Interglaciazione Riss-Würm risalenti a 100.000 anni fa.
Il lago è alimentato in gran parte da acque sotterranee ma gode anche dell'apporto di copiose piogge che contribuiscono al suo innalzamento stagionale e questo è uno dei motivi per cui nonostante la notevole evaporazione dell'acqua causata dalla vasta area del lago e dalla scarsa profondità, l'acqua si mantiene costante. Il flusso d'acqua in eccesso viene convogliato verso il fiume Weser. In alcuni casi l'acqua può essere particolarmente torbida a causa del fondo fangoso.

## Il parco naturale
Il lago di Steinhuder è anche sede del locale parco naturale, contraddistinto da torbiere e da aree paludose ove nidificano numerosi uccelli e questo è dunque l'ambiente ideale per la migrazione al punto da essere un sito di importanza internazionale (RAMSAR sito 3DE008) con molte specie rare di animali e vegetali. A sud del lago si trova una riserva naturale di 200 ettari che è la palude di Hagenburger, una zona piatta e ideale per le specie di uccelli acquatici.

## Isole
Nel lago di Steinhuder vi sono due isole principali di carattere artificiale:
- Isola di Wilhelmstein, 12.500 m², creata tra il 1761 ed il 1765 per costruirvi una fortezza a difesa della contea di Schaumburg-Lippe.
- Isola di Badeinsel, 35.000 m², grande isola con un'ampia spiaggia sabbiosa ricavata nel 1975 per scopi turistici.

## Storia

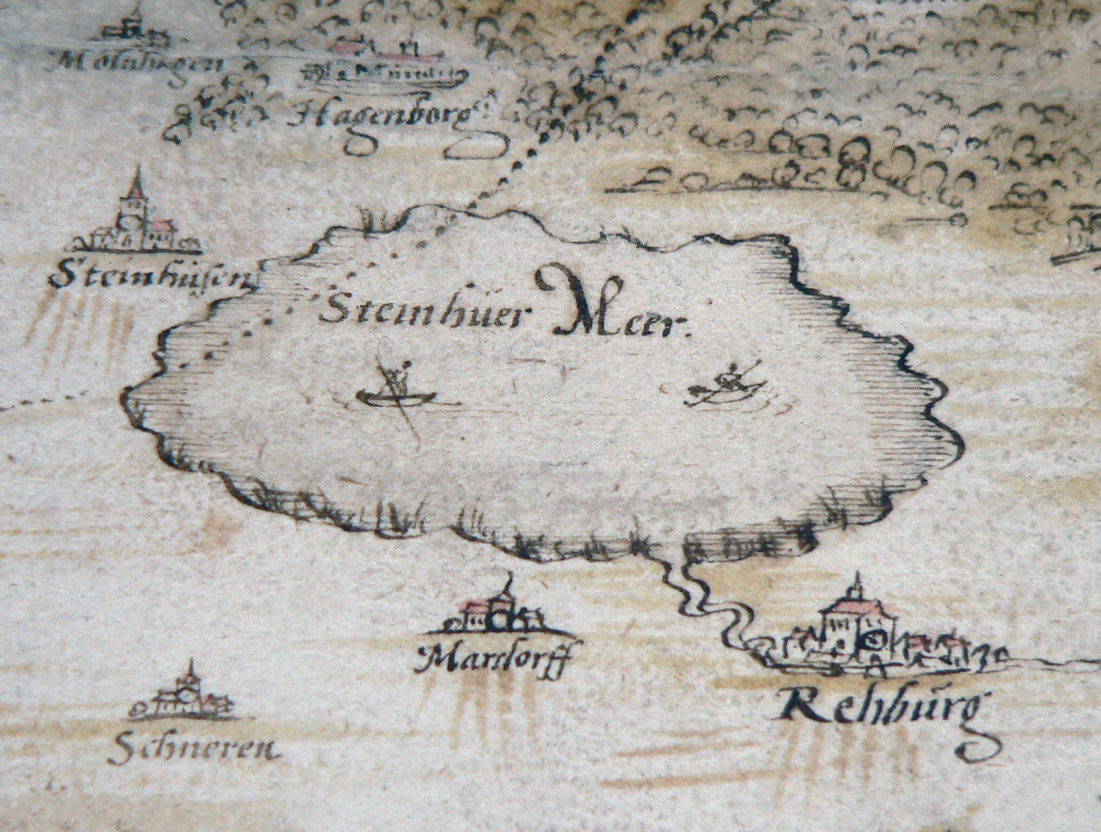
Rappresentazione del lago di Steinhude nel 1591 ad opera di Johannes Krabbe.

L'area del lago di Steinhude era già abitata dal periodo paleolitico per via della ricca presenza di pesci e di acqua. Dal XII secolo il lago entrò a far parte dei possedimenti della contea di Schaumburg e rimase in gran parte inutilizzata sino al 1761 quando il conte Guglielmo di Schaumburg-Lippe non vi fece realizzare l'isola artificiale di Wilhelmstein dove porre una fortezza per la difesa della propria contea. Durante il XIX secolo si pensò di drenare il letto del lago per trasformare l'area in una zona agricola ma il progetto, anche estremamente dispendioso, venne abbandonato. Nel 1973 l'area passò sotto l'amministrazione della Bassa Sassonia che vi ha creato un'area turistica oltre ad un parco naturalistico, il tutto favorito anche dalla costruzione della ferrovia di Steinhude sul finire del XIX secolo.

## Turismo
Il lago di Steinhude offre ai visitatori una vasta gamma di attività ricreative. Attorno al lago vi è una pista ciclabile di 35 km di lunghezza che attraversa i locali boschi e le paludi circostanti. L'isola artificiale di Badeinsel con la sua spiaggia sabbiosa, così come la riva a nord, rende possibile l'attività del nuoto. La calma del lago rende praticabili anche sport come la vela, il surf, il canottaggio, la canoa ed il pedalò. Altre attrazioni turistiche sono il museo degli insetti assieme a quello della tessitura e della pesca che si trovano a Steinhude assieme al parco dei dinosauri nella vicina Münchehagen. Sull'isola di Wilhelmstein si trova anche un museo militare all'interno dell'antica fortezza sul lago.
Tipica del luogo è anche una particolare specialità culinaria, ovvero l'anguilla affumicata.

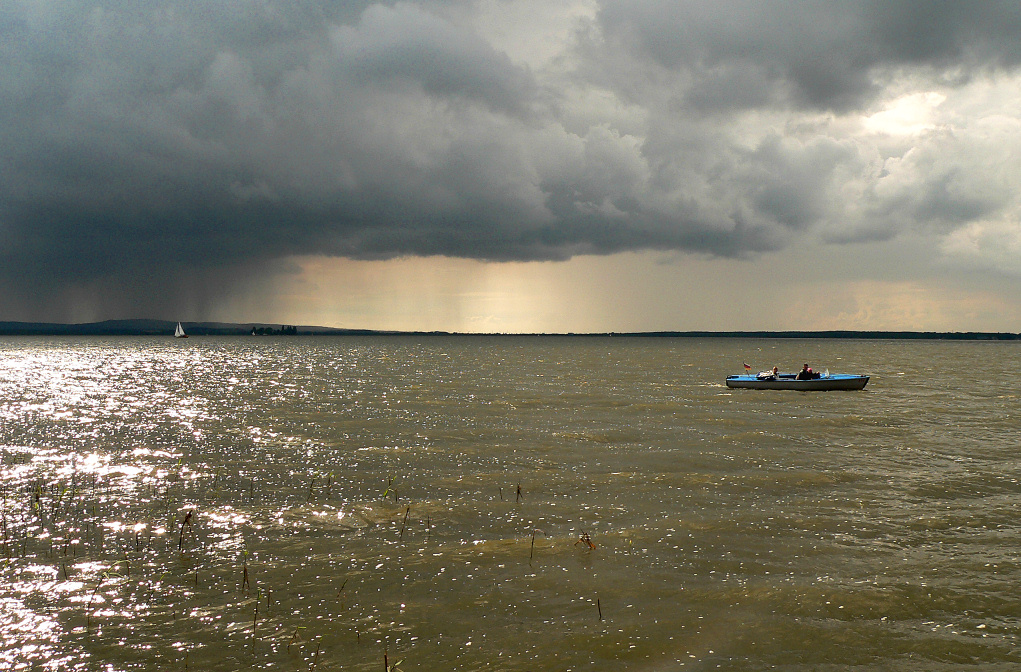
Temporale sul lago di Steinhude
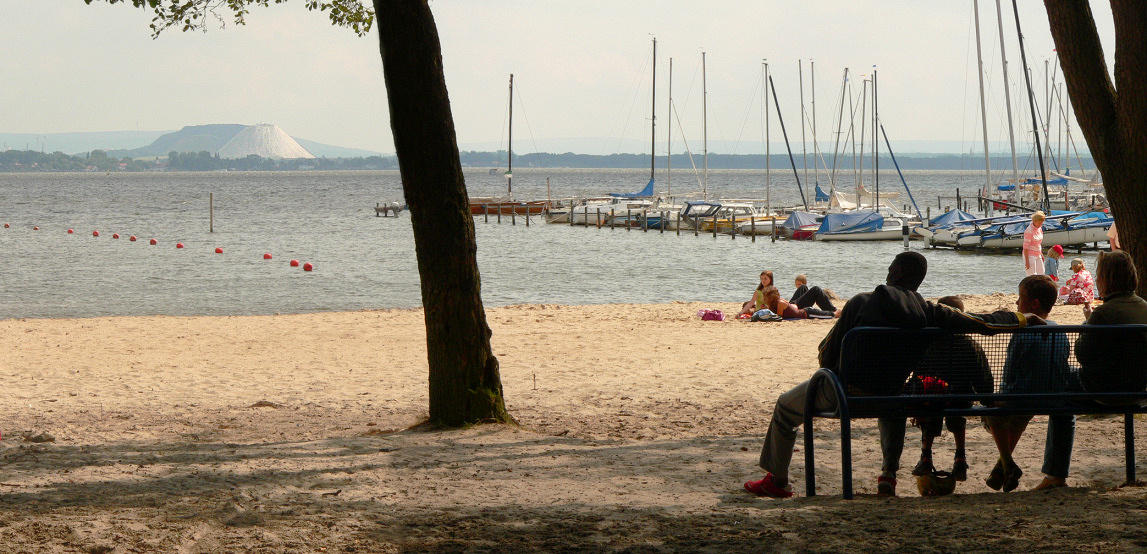
Spiaggia di sabbia sulla riva nord a 9 km da Bokeloh
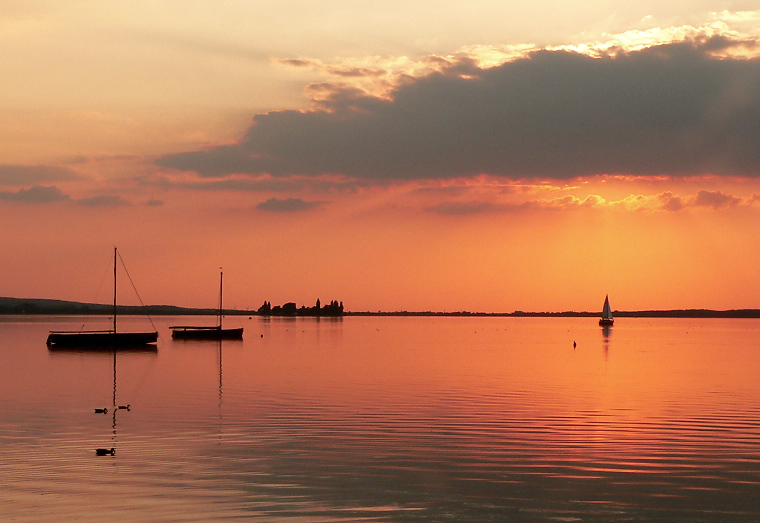
Tramonto sul lago di Steinhude
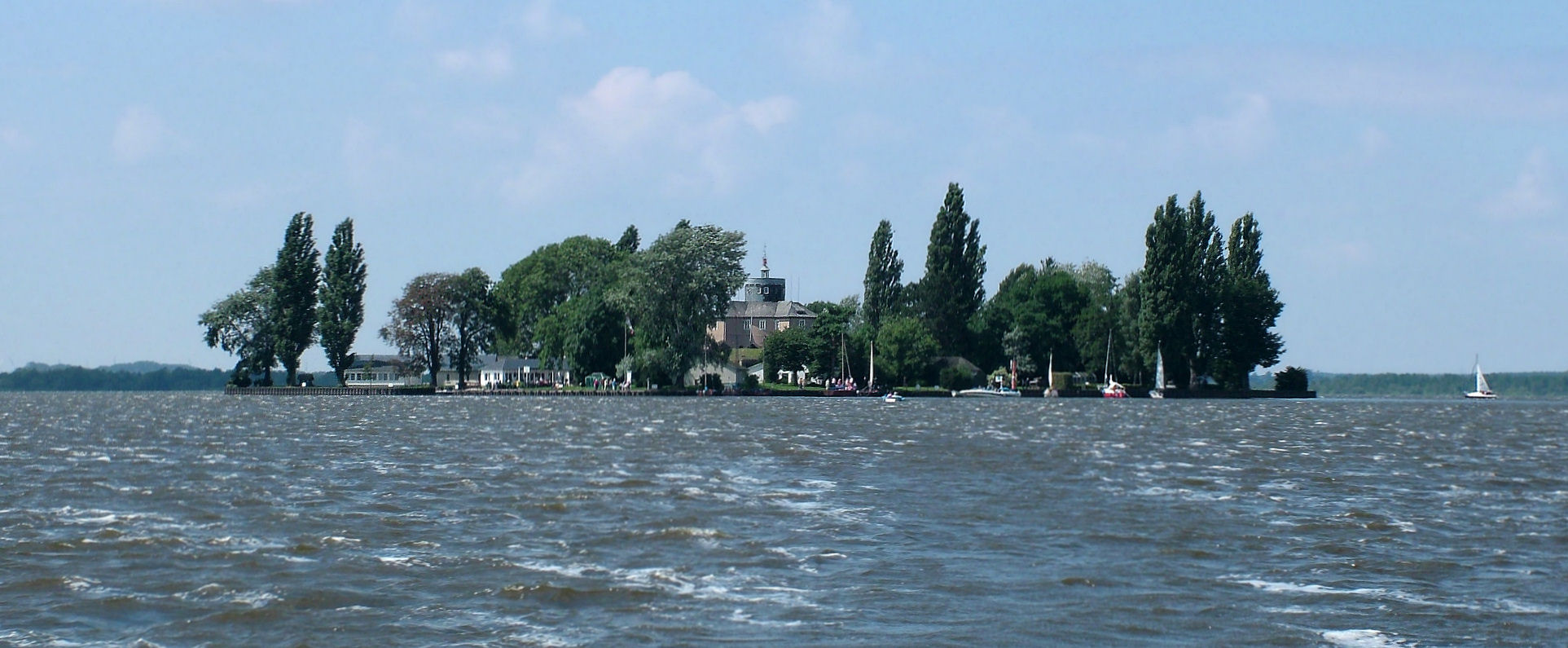
La fortezza di Wilhelmstein sul lago
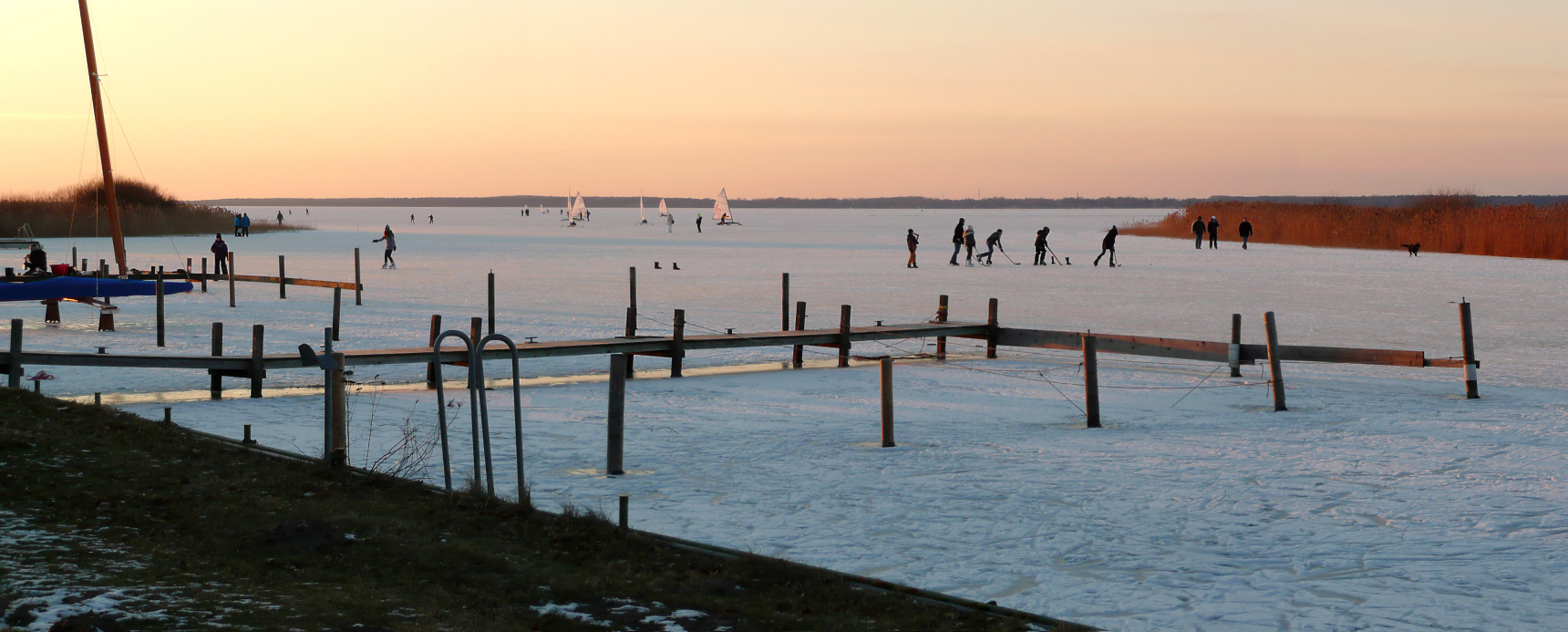
Il lago ghiacciato in inverno

### Gli sport
Sul Steinhuder Meer non è consentito l'uso di barche a motore (ad eccezione di quelle con motore elettrico o imbarcazioni a motore per il salvataggio in acqua). Sul lago vi sono circa 5000 barche a vela ogni anno e per tanto la vela è divenuta lo sport più diffuso dell'area. L'ampia diffusione di questo sport è data essenzialmente dalle condizioni calme e favorevoli del lago oltre che dalla conformazione dell'area attorno al lago dove le montagne creano correnti di ventilazione ideali per muovere le grandi vele. In inverno lo sport non è praticabile in quanto il lago ghiaccia.
Sul lago ogni anno si svolgono in media 40 regate organizzate dalla Wettfahrtvereinigung Steinhuder Meer (WVStM) ed il più antico club per velisti dell'area è stato fondato già dal 1960. In media qui si svolgono i campionati tedeschi ma talvolta il sito è stato scelto anche per i campionati europei del genere.
Anche il windsurf è molto diffuso sul lago di Steinhude in quanto i surfisti trovano delle condizioni ideali e anche una profondità relativamente bassa che consente di navigare in totale sicurezza.

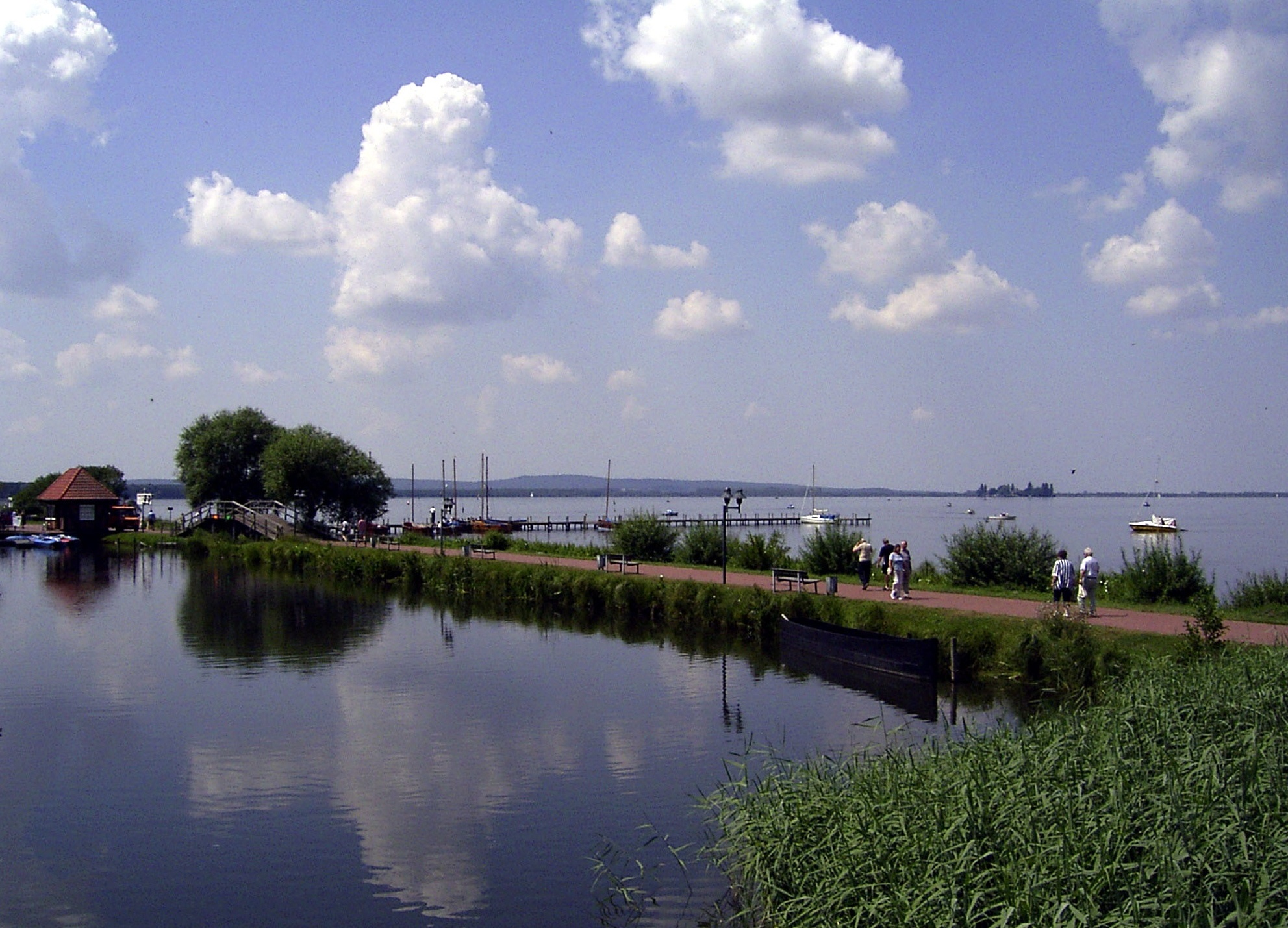
Promenade sul lago a Steinhude
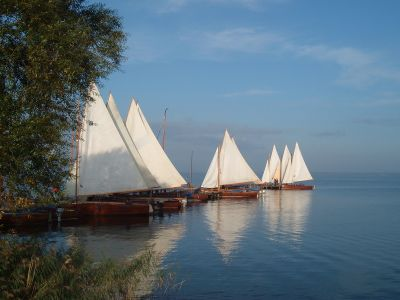
Barche a vela attraccate al porto dell'isola di Wilhelmstein
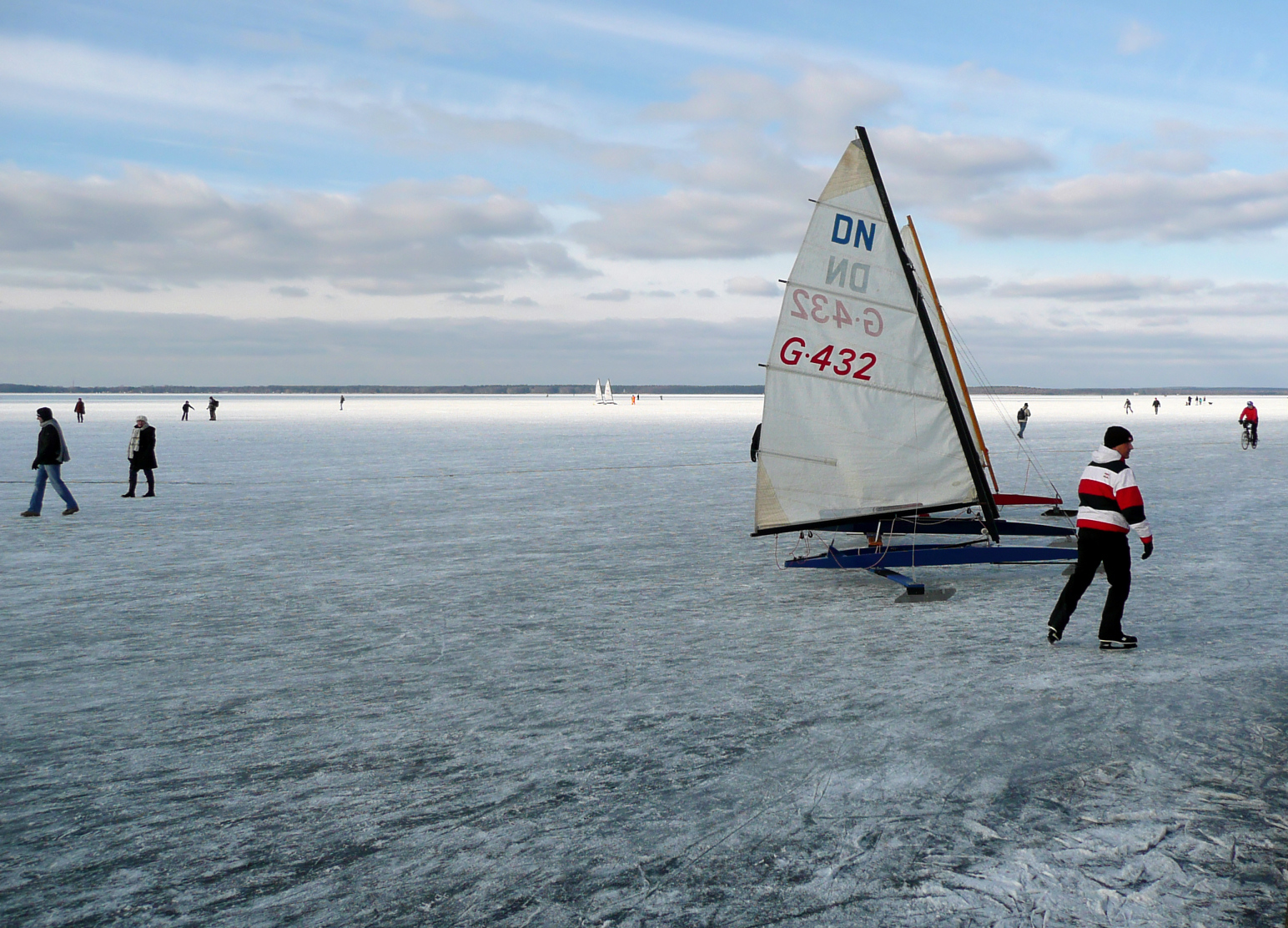
Barca a vela sul lago ghiacciato, 2012

## Collegamenti
Il lago di Steinhude è collegato da linee di autobus ad Hannover. Le stazioni ferroviarie più vicine sono Poggenhagen, Wunstorf e Neustadt am Rübenberge.